# Limnophila ocellata
Limnophila ocellata là một loài ruồi trong họ Limoniidae. Chúng phân bố ở miền Australasia.